# Sebestyén László (politikus)
Sebestyén László (Miskolc, 1956. május 22. –) magyar mérnök, a Fidesz – Magyar Polgári Szövetség politikusa, 2010 és 2014 között országgyűlési képviselő.

## Életpályája
Sebestyén László az Észak-Magyarországi Regionális Vízműveknél dolgozik 1981 óta. A 2006-os önkormányzati választások nyomán tagja lett a miskolci önkormányzatnak. A 2010-es magyarországi országgyűlési választáson a Fidesz képviselőjeként szerzett mandátumot. Az Országgyűlés gazdasági bizottságának volt a tagja. A 2014-es Magyarországi országgyűlési választáson újra elindult, de alulmaradt Varga László MSZP-s politikussal szemben, így nem jutott be a parlamentbe.
1983 óta tagja volt az MSZMP-nek.